# Puente Pachachaca
El Puente Pachachaca es un puente ubicado en el distrito de Abancay, departamento de Apurímac (Perú) y cruza el río Pachachaca.

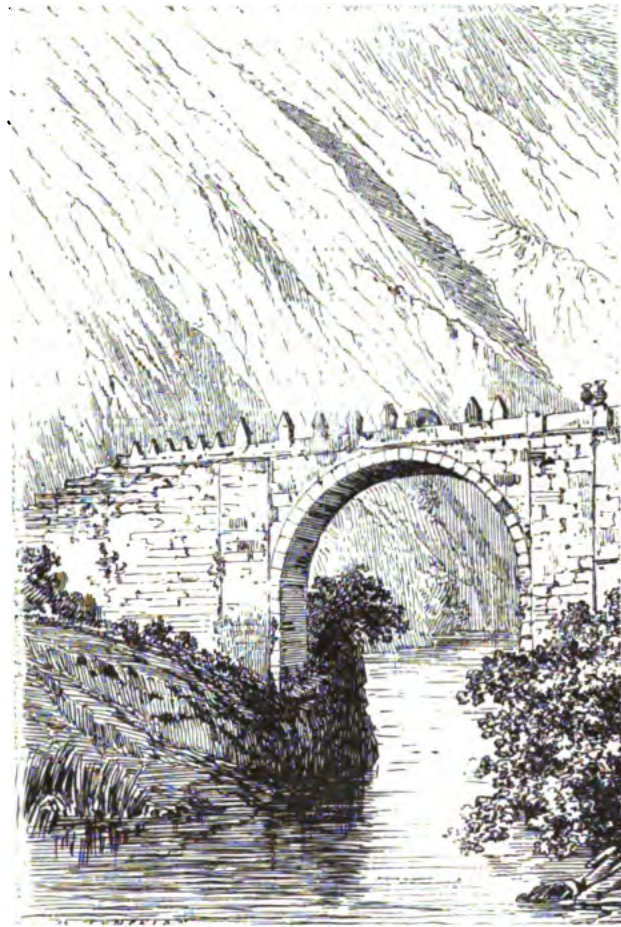
El puente sobre el río Pachachaca construido en época colonial española, según grabado de hacia 1878 en el libro de Charles Wiener Perou et Bolivie, recit d'un voyage.

La construcción de este puente fue iniciada en 1654 por orden del Virrey Conde de Salvatierra. La construcción está hecha a base de cal y piedra. Une las ciudades de Abancay y Andahuaylas. Fue declarada como Patrimonio Histórico Cultural de la Nación del Perú.